# 巴巴里獼猴
，又稱為叟猴、巴巴里猕猴或直布羅陀猿，是一种尾部退化的猕猴。该物种分布在阿特拉斯山脉的阿尔及利亚和摩洛哥，在直布罗陀有少量分布，可能为引进物种。是歐洲惟一的非人靈長類動物。大約300年前來自北非的摩洛哥和阿爾及利亞。巴巴里獼猴为旧世界猴 。虽然物种常常被称为“巴巴里猿”，但是巴巴里獼猴是真正的猴，而不是猿。

## 外观
巴巴里獼猴颜色为黄褐色到灰色，下腹部较浅，成年猕猴高度可达75厘米，重量可达13公斤。它的面部为深粉红色，尾部退化。前腿比后退长。雌性比雄性小。

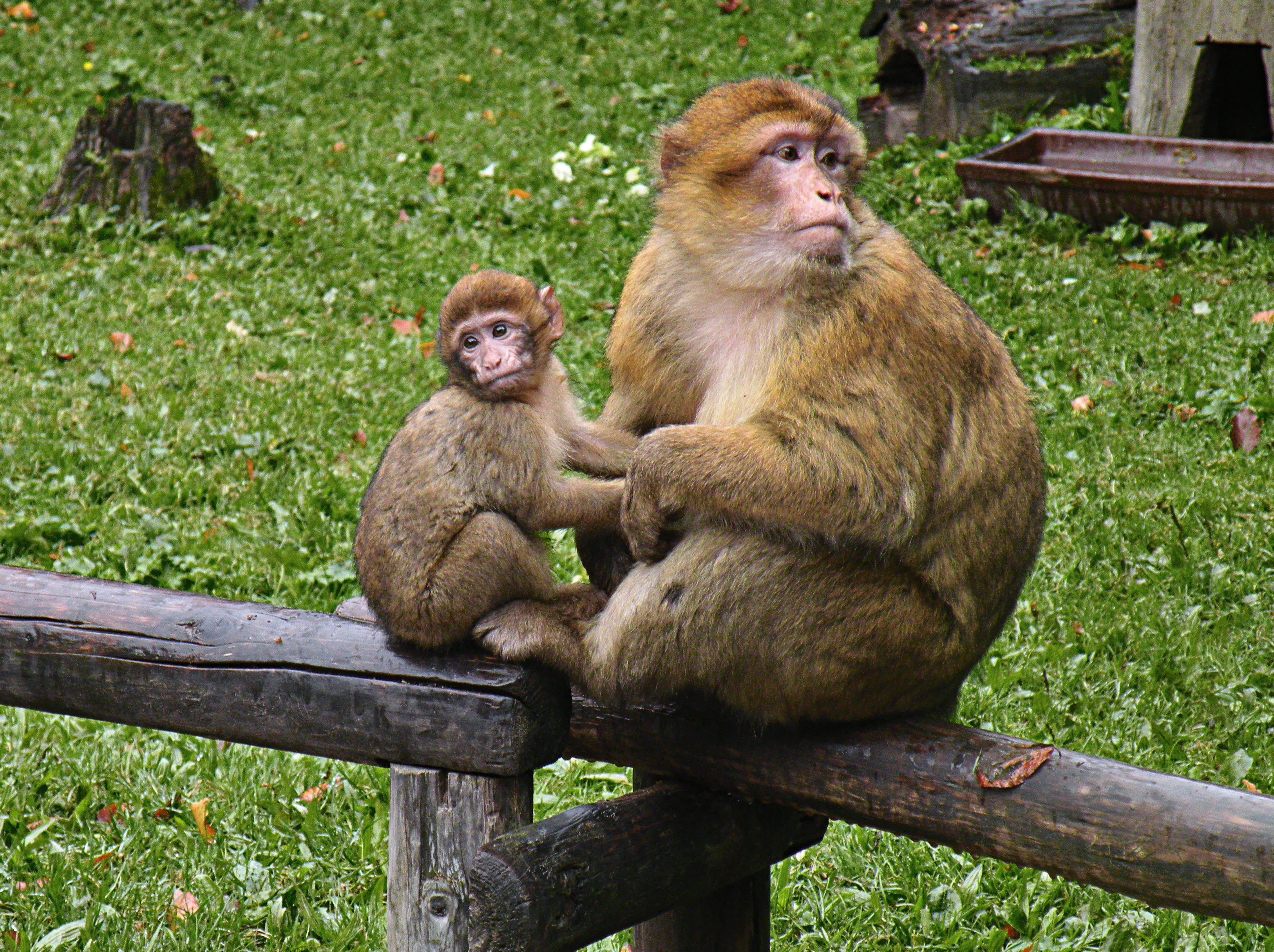
母子
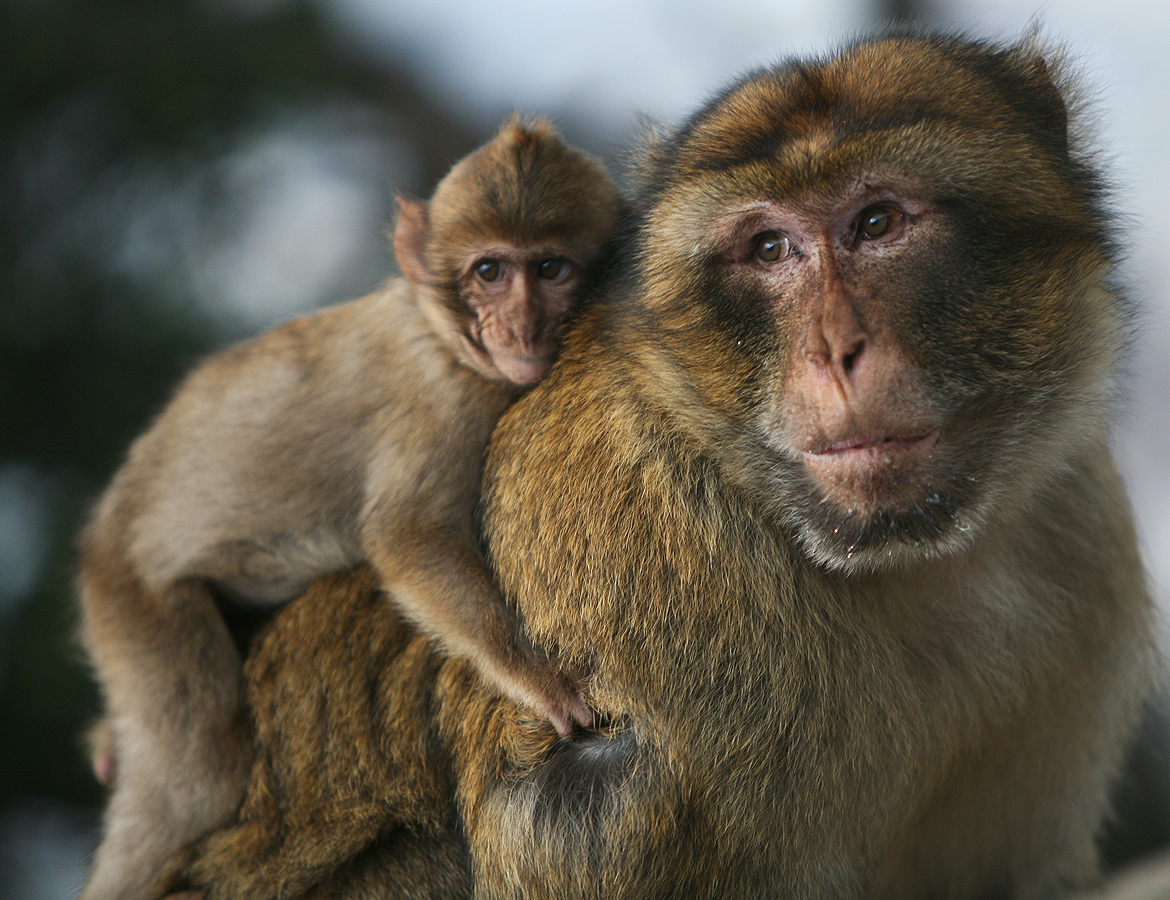
父子
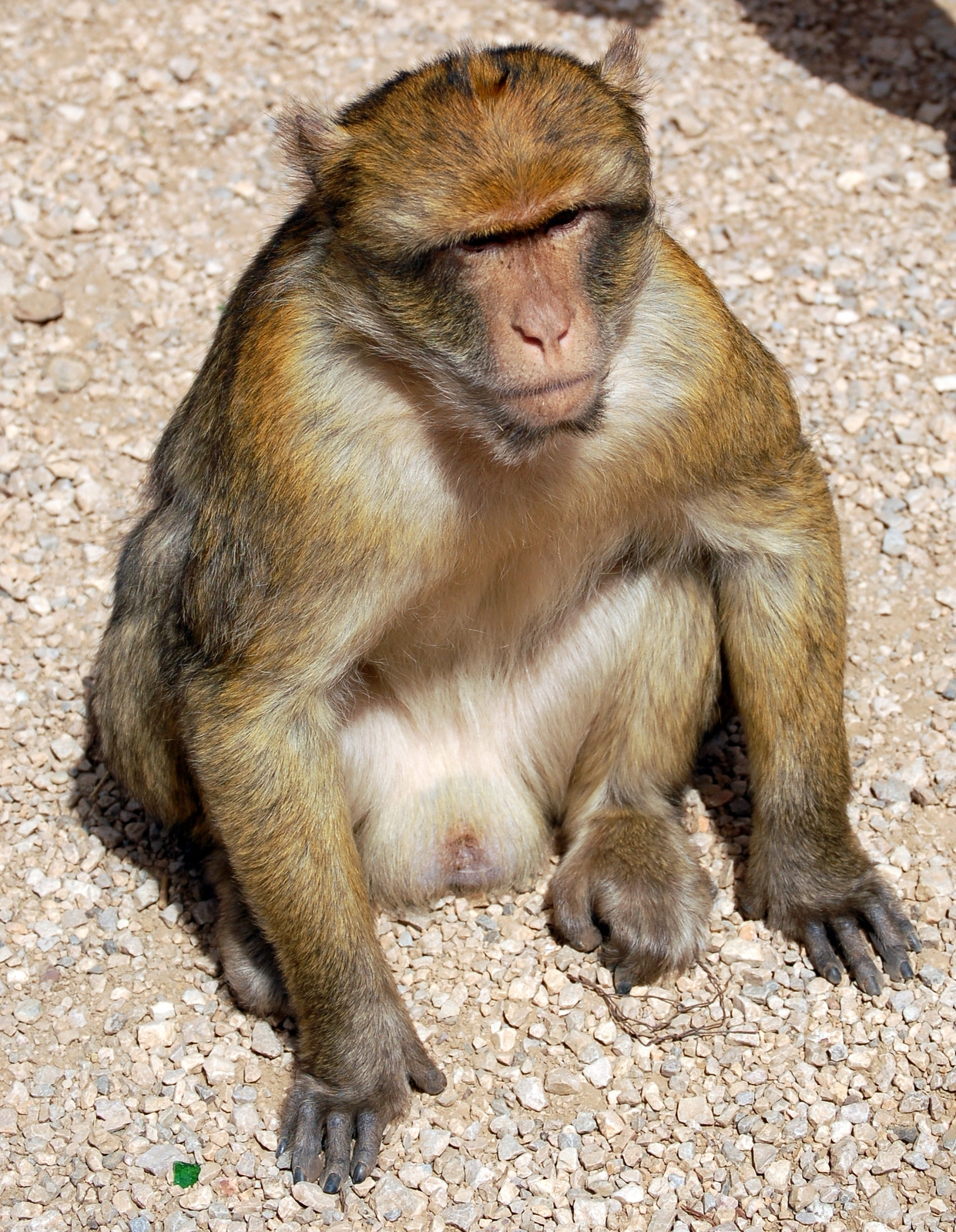
摩洛哥
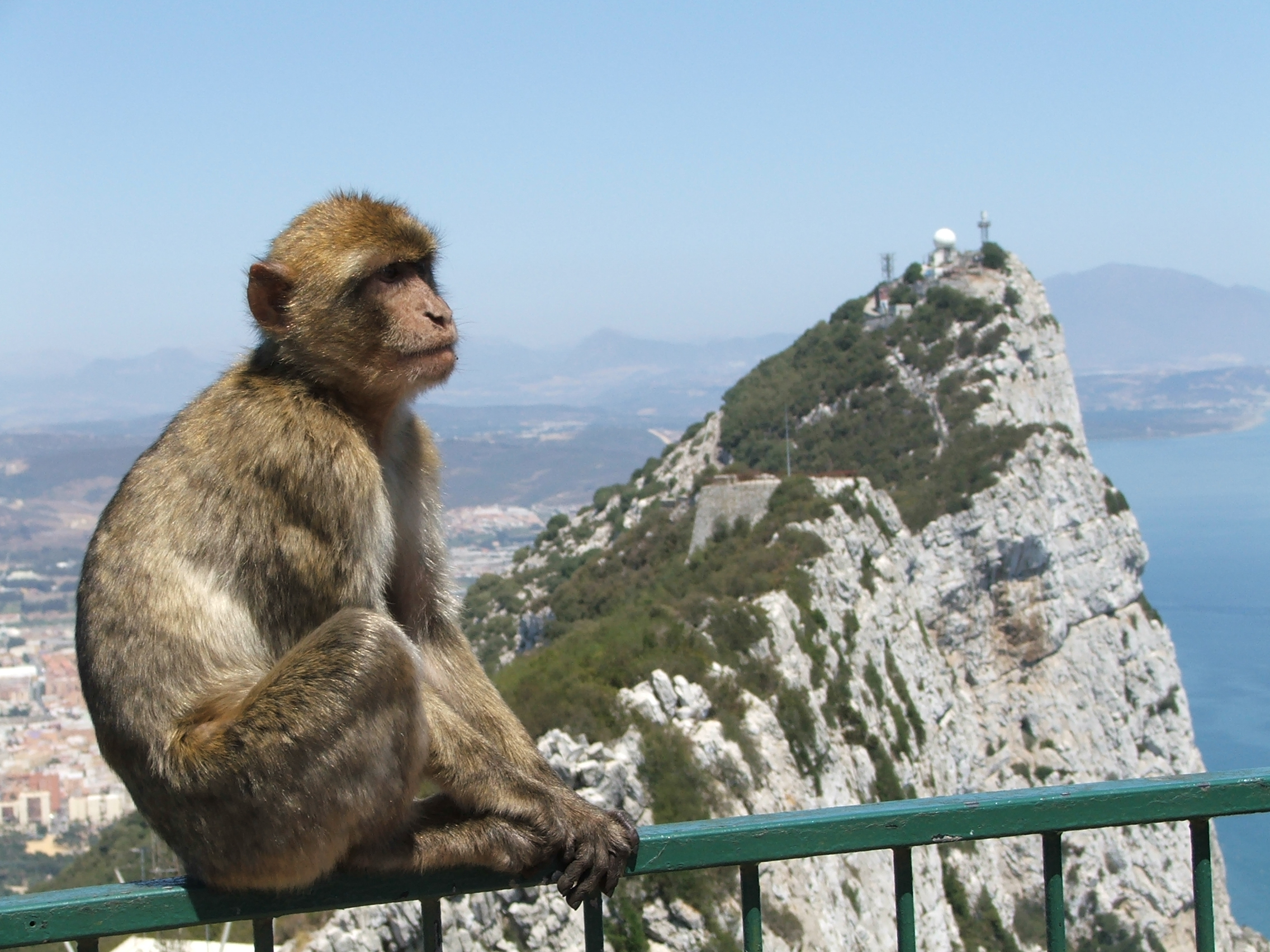
直布羅陀

## 杂谈
古罗马时期因为禁止人体解剖，所以医生盖伦用巴巴里獼猴代替人类进行解剖研究，并坚称两者在解剖学上是相近的。这种错误被文艺复兴时的解剖学者维萨里所纠正。叟猴是欧洲唯一的野生猴类，可能于中世纪由穆斯林扩张领土时带到西方。传说一旦叟猴离开直布罗陀，英国对这地区的统治便将终结。
希臘國王亞歷山大一世因遭到巴巴里獼猴咬傷而引發敗血症喪生。

## 另見
- 直布羅陀獼猴